# Thomas Debacker
Thomas Debacker (Mol, 3 april 1892 - Beerse, 1 december 1971) was een Belgisch leraar en politicus voor de KVV en vervolgens het VNV.

## Levensloop
Geboren in een welgesteld katholiek gezin, liep hij school in het Sint-Jozefscollege in Aalst. Hij kwam er in contact met het daensisme en met de Vlaamsgezinde jezuïet Jozef-Jan Nieuwenhuyzen. Daarna ging hij studeren voor onderwijzer in Malonne bij Namen.
In 1909 werd hij actief in de katholieke Vlaamse studentenkring van Mol, Vlaamsch en Volksch, en werd er penningmeester en ondervoorzitter. In 1912 werd hij onderwijzer in de gemeenteschool van Mol. Hij werd een veelgevraagd redenaar op Vlaamsgezinde bijeenkomsten en werd begin 1914 bestuurslid van de Katholieke Vlaamsche Arrondissementsbond, die actief deelnam aan de campagne voor de vernederlandsing van de Rijksuniversiteit Gent. In 1916 vertrok hij als vrijwilliger naar het IJzerfront en werd hij onderofficier bij de artillerie. Einde 1918 stichtte hij in Mol een afdeling van het Verbond der Vlaamsche Oudstrijders (VOS) waarvan hij twee keer voorzitter werd. Hij stond vooraan in de campagne tegen het Frans-Belgisch militair akkoord. 
In 1921 was hij vierde kandidaat voor de Kamer van volksvertegenwoordigers op de katholieke kieslijst, maar ondanks een hoog aantal voorkeurstemmen werd hij niet verkozen wegens de opkomst van een conservatieve en anti-Vlaamse scheurlijst. In 1924 werd hij als vertegenwoordiger van de Katholieke Vlaamsche Landsbond arrondissementeel voorzitter van het Katholiek Vlaams Verbond. In 1925 stichtte hij mee de Kristene Vlaamsche Volkspartij (KVV) die er, door apparentering met de Antwerpse Frontpartij, in slaagde een zetel in de Kamer van volksvertegenwoordigers te veroveren voor het arrondissement Turnhout. De volgende jaren was hij een zeer actief parlementslid. In 1929 werd hij herkozen, ondanks een veroordeling van zijn partij door kardinaal Van Roey. Tegelijkertijd met de oprichting van de KVV stichtte Debacker ook een partijblad, De Nieuwe Kempen. In 1926 werd hij verkozen tot gemeenteraadslid van Mol en in 1927 werd hij schepen in een moeilijke coalitie met de katholieken, die tot in 1930 standhield. Bij de gemeenteraadsverkiezingen van 1932 zetten hij en zijn partij een sterk resultaat neer. Door middel van een tussenkomst van premier Charles de Broqueville op verzoek van de Molse katholieke leider Alfons De Clercq werd de benoeming van De Backer als burgemeester geblokkeerd. Vervolgens werd de uit Limburg afkomstige houthandelaar en toenmalig postklerk Leonard Henri Cardinaels buiten de gemeenteraad aangesteld in het mandaat.
In 1928 werd hij lid van het Directorium van het Algemeen Vlaamsch Nationaal Verbond (AVNV) dat de belangrijkste katholieke Vlaams-nationalistische partijen groepeerde. Na de oprichting van het Vlaams Nationaal Verbond (VNV) in 1933 begonnen moeizame onderhandelingen met de Turnhoutse KVV. Eind 1934 sloten Debacker en zijn KVV zich bij het VNV aan, maar een jaar later scheurden zij zich opnieuw af. Debacker weigerde immers zijn weekblad te laten versmelten met de eengemaakte VNV-pers. Hij werd dan ook prompt als VNV-arrondissementsleider ontslagen. De controle over De Nieuwe Kempen wilde hij behouden omdat hij het niet eens was met sommige ideologische standpunten van het VNV. Niettemin drong zich weldra een verzoening tussen beide partijen op. Het VNV kon niet zonder de electorale slagkracht van het KVV en Debacker dreigde in een isolement te geraken, want zijn toenadering tot de katholieke partij liep niet goed af. In oktober 1936 keerde hij naar het VNV terug en werd opnieuw arrondissementsleider. Binnen het VNV behoorde hij de gematigde factie rond Hendrik Borginon en Hendrik Elias.
Tijdens de Tweede Wereldoorlog werd hij in 1941 als VNV-arrondissementsleider vervangen door Karel Pelgroms. Vervolgens werd hij van juni 1941 tot januari 1942 burgemeester van Mol in opvolging van Cardinaels. Deze was door de Duitse bezetter tot ontslag gedwongen omwille van de op basis van de ouderdomsverordening (Überalterungsverordnung) van 7 maart 1941. Debacker werd in 1942 als (oorlogs-)burgemeester opgevolgd door P.V. Lamers.
Begin 1942 werd hij lid van de bestendige deputatie van Antwerpen en hoofd van de provinciale cultuurdienst. Hij bleef ook nog schepen in Mol. Hij geraakte verstrikt in de collaboratie. Zo was hij medestichter van een cel van de Deutsch-Vlämische Arbeitsgemeinschaft (DeVlag) in Mol en schreef hij artikels in Volk en Staat waarin hij onder meer propaganda maakte voor de strijd aan het Oostfront en voor de Vrijwillige Arbeidsdienst voor Vlaanderen. In september 1944 vluchtte Debacker naar Duitsland en vandaar naar Zwitserland. In mei 1945 keerde hij naar België terug, werd aangehouden en in november veroordeeld tot de doodstraf. De straf werd in beroep in 1946 omgezet tot levenslang en in 1950 tot vijftien jaar. Hij kwam reeds vervroegd vrij in augustus 1950 en speelde verder geen politieke rol meer. 